# August Friedrich Krah
August Friedrich Krah (* 1792; † 1848) war ein deutscher Politiker und Verwaltungsjurist.

## Leben
Krah war als Justizrat in Königsberg tätig.
Von 1843 bis 1848 war Krah Oberbürgermeister von Königsberg. 